# Athysanus unilateralis
Athysanus unilateralis är en korsblommig växtart som först beskrevs av Marcus Eugene Jones, och fick sitt nu gällande namn av Jeps.. Athysanus unilateralis ingår i släktet Athysanus och familjen korsblommiga växter. Inga underarter finns listade i Catalogue of Life.